# Micromeria flacca
Micromeria flacca là một loài thực vật có hoa trong họ Hoa môi. Loài này được (Nábelek) Hedge mô tả khoa học đầu tiên năm 1965.